# Famiglia salesiana
La Famiglia salesiana è costituita dalle congregazioni e dalle associazioni fondate da Giovanni Bosco (1815-1888) e da quelle fondate da salesiani e che ne condividono il carisma.
Giovanni Bosco fondò due congregazioni religiose:
- un istituto religioso maschile, la Società Salesiana di San Giovanni Bosco (SDB), presente in 130 paesi del mondo con 7.610 opere;
- un istituto religioso femminile, le Figlie di Maria Ausiliatrice (FMA), che sono 17.000 in oltre 90 paesi in tutti i continenti con 1.600 opere.

Inoltre creò:
- l'Associazione cooperatori salesiani (associazione pubblica di fedeli), fondata il 9 maggio 1876 a Torino;
- l'Associazione di Maria Ausiliatrice (associazione pubblica di fedeli), fondata il 18 aprile 1869 a Torino.

Sotto la sua influenza sorsero:
- la Confederazione mondiale Exallievi ed Exallieve di Don Bosco (associazione privata di laici interreligiosi), fondata da Carlo Gastini a Torino il 24 giugno 1870;
- la Confederazione mondiale Exallievi ed Exallieve delle Figlie di Maria Ausiliatrice (associazione privata di laici interreligiosi), fondata dal beato don Filippo Rinaldi a Torino il 19 marzo 1908.
- le Volontarie di Don Bosco (istituto secolare di diritto pontificio), fondate dal beato Filippo Rinaldi, S.D.B., il 20 maggio 1917 a Torino.

A questi gruppi si aggiungono altre società fondate da salesiani in tutti i continenti.
- le Figlie dei Sacri Cuori di Gesù e di Maria, fondate da Luigi Variara (1875-1923) in Colombia;
- le Salesiane Oblate del Sacro Cuore di Gesù, create da Giuseppe Cognata (1885-1972);
- le Apostole della Sacra Famiglia, di Messina, fondate da Giuseppe Guarino;
- le Suore della Carità di Gesù, dette di Miyazaki, fondate da Antonio Cavoli (1888-1972) in Giappone;
- le Suore Missionarie di Maria Aiuto dei Cristiani, create da Stefano Ferrando (1895-1978) in India;
- le Figlie del Divin Salvatore, fondate da Pedro Arnoldo Aparicio y Quintanilla (1908-1992) nel Salvador;
- le Suore Ancelle del Cuore di Maria Immacolata (istituto religioso femminile di diritto diocesano), fondate dal vescovo Gaetano Pasotti, S.D.B., a Bangkok, Thailandia, il 7 dicembre 1937;
- le Suore di Gesù Adolescente (istituto religioso femminile di diritto diocesano), fondate dal vescovo Vicente Priante, S.D.B., a Campo Grande, Brasile, l'8 dicembre 1938;
- l'associazione Damas Salesianas (associazione privata di fedeli), fondata dal sacerdote Miguel González, S.D.B., a Caracas, Venezuela, il 13 maggio 1968;
- i Volontari con Don Bosco (associazione pubblica di fedeli orientata a diventare istituto secolare laicale), fondati da Egidio Viganò, rettor maggiore della Società Salesiana di San Giovanni Bosco, il 12 settembre 1994 a Roma;
- le Suore di Maria Immacolata, erette da Louis La Ravoire Morrow (1892-1987) in India;
- le Figlie della Regalità di Maria (istituto secolare di diritto diocesano), fondate dal sacerdote Carlo della Torre, S.D.B., il 3 dicembre 1954 a Bangkok, Tailandia;
- i Testimoni del Risorto (associazione privata di fedeli) fondati dal sacerdote Sabino Maria Palumbieri, S.D.B., l'8 dicembre 1984 a Roma;
- la Congregazione di San Michele Arcangelo, fondata dal polacco Bronislao Markiewicz nel 1921;
- le Suore della Resurrezione (istituto religioso femminile di diritto diocesano), fondate dal sacerdote Jorge Puthenpura, S.D.B., il 15 settembre 1977 in Guatemala;
- le Suore Annunciatrici del Signore (istituto religioso femminile di diritto diocesano), fondate dal vescovo san Luigi Versiglia, S.D.B., e realizzate dal suo successore Ignazio Canazei il 30 maggio 1931 a Shaoguan, Cina:
- i Discepoli (istituto secolare di diritto diocesano), fondati dal sacerdote Joseph D'Souza, S.D.B., il 2 giugno 1973 a Chattisgarh, India;
- la Comunità Canção Nova (associazione privata di fedeli), fondata dal vescovo Jonas Abib, S.D.B., a Quelez, Brasile, 2 Febbraio 1978;
- le Suore di San Michele Arcangelo, fondate da Bronislao Markiewicz e Anna Kaworek;
- le Suore di Maria Auxiliatrix (istituto religioso femminile di diritto diocesano), fondate dal sacerdote Muthamthotil Anthony, S.D.B., il 13 maggio 1976 a Chennai, India;
- Comunità della Missione di Don Bosco (associazione privata di fedeli), fondata dal diacono Guido Pedroni il 7 ottobre 1983 a Bologna;
- le Suore della Regalità di Maria (istituto religioso femminile di diritto diocesano), fondate dal sacerdote Carlo della Torre, S.D.B., il 5 aprile 2008 a Bangkok, Thailandia;
- le Suore della Visitazione di Don Bosco (istituto religioso femminile di diritto diocesano), fondate dall'arcivescovo Hubert D'Rosario, S.D.B., il 31 maggio 1983 a Shillong, India;
- la Fraternità Contemplativa Maria di Nazareth (associazione pubblica di fedeli), fondate dal vescovo Nicolás Cotugno, S.D.B., a Montevideo, Uruguay, l'8 dicembre 1986;
- le Suore Mediatrici della Pace (istituto religioso femminile di diritto diocesano), fondate dal vescovo Antônio Campelo de Aragão, S.D.B., a Petrolina, Brasile, il 10 dicembre 1968.

Sono impegnati nella gestione di oratori, scuole, centri di formazione professionale, case editrici, comunità per minori, emittenti radiofoniche e televisive.